# Heroilma Soares Lins
Heroilma Soares Lins (Ubatã, 1 de junho de 1959), é uma pedagoga e política brasileira, filiada ao Avante. 

## Carreira
Em 2006, Heroilma foi candidata a deputada federal pelo Partido Popular Socialista (PPS, atual Cidadania) não sendo eleita. Foi primeira-dama de Itaquaquecetuba no período de 2005 a 2012. Durante esse ínterim, ocupou (de 2005 a 2010) a Secretaria Municipal de Promoção Social de Itaquaquecetuba, na gestão de Armando Tavares Filho.
Em 2010, afastou-se do cargo para concorrer a uma vaga na Assembleia Legislativa de São Paulo pelo extinto Partido Trabalhista Brasileiro (PTB, atual PRD). Logrou êxito, sendo eleita com 80.819 votos para a 17ª legislatura (2011-2015).
Em 2014, por motivos de saúde, desistiu de tentar a reeleição. Foi substituída pelo ex-prefeito de Itaquaquecetuba, Armando Tavares Filho, que concorreu pelo Partido da República (atual Partido Liberal). No entanto, Armando não conseguiu ser eleito, obtendo apenas 44.405 votos.   
Após o fim de seu mandato pela ALESP, Heroilma afastou-se da vida publica para cuidar de sua saúde e retornou em 2020, disputando a Prefeitura de Itaquaquecetuba, agora pelo Avante. À ocasião, ficou na terceira posição, com 12,49% dos votos válidos (19.023 votos), atrás apenas de Adriana do Hospital (PL), com 19,14% dos votos válidos, e do prefeito eleito, Delegado Eduardo Boigues (à época, no Progressistas), que ganhou em primeiro turno, com 62,1% dos votos válidos (94.604 votos).